# Serie A Femenina Amateur de Ecuador 2021
El Campeonato Ecuatoriano de Fútbol Femenino 2021, llamado oficialmente Liga de Fútbol Amateur Femenina 2021 fue la 8.ª edición de la Serie A Femenina Amateur del fútbol ecuatoriano, a diferencia de esa temporada no hubo ascensos directos a la Súperliga Femenina, ya que debido a la pandemia de covid-19 en Ecuador, las ligas femeninas de fútbol sufrieron una reestructuración para la temporada 2021, este campeonato la Serie A Amateur absorbió a los clubes de la Serie B Amateur que no tenían actividad desde el 2019, para conformar un torneo de 24 equipos de los cuales 6 mejores clubes de este torneo clasificarían al Ascenso Nacional Femenino Profesional dónde se sumarían a 10 equipos clasificados mediante los torneos provinciales 2021, para jugar un torneo de play-offs de 16 equipos para determinar los ascensos a la Súperliga Femenina 2022. El torneo fue organizado por la Comisión Nacional de Fútbol Aficionado, anexa a la Federación Ecuatoriana de Fútbol.

## Sistema de competición

### Primera etapa
Los 24 equipos participantes se dividieron en 6 grupos de 4 equipos cada uno, jugando bajo el sistema de todos contra todos en partidos de ida. Los 2 mejores ubicados de cada grupo y los 4 mejores terceros clasificaron a la segunda etapa.

### Segunda etapa
Los 16 equipos clasificados de la etapa anterior fueron emparejados en 8 llaves, jugando octavos, cuartos, semifinal y final bajo el sistema de eliminación directa en partidos de ida y vuelta, decidiendo de esta manera al campeón del torneo. 
- Las llaves de los cuartos de final se llevaron bajo sorteo.
- El campeón, subcampeón, los semifinalistas y los dos mejores cuarto-finalistas, es decir los 6 mejores del torneo, clasificaron a los play-offs del Ascenso Nacional Femenino Profesional de Ecuador 2021 con el objetivo de determinar a los dos clubes ascendidos a la Súperliga Femenina 2022.

## Equipos participantes

### Relevo anual de clubes
| Pos. | Descendidos a la Serie B  |
| ---- | ------------------------- |
| 16.° | Las Chavales (Sancionado) |

| Pos. | Ascendidos a la Súperliga Femenina |
| ---- | ---------------------------------- |
| 1.°  | Academia Sport JC (Campeón)        |
| 2.°  | Espuce (Subcampeón)                |

| Pos. | Descendidos de la Súperliga Femenina |
| ---- | ------------------------------------ |
| 15.° | Espe                                 |
| 16.° | Olmedo (Retirado)                    |
| 17.° | 7 de Febrero                         |
| 18.° | Deportivo Santo Domingo              |

| Pos. | Transferidos al Ascenso Nacional Femenino |
| ---- | ----------------------------------------- |
| -    | Universidad Católica                      |
| -    | Aucas                                     |

| Pos. | Incorporados de la Serie B Femenina Amateur |
| ---- | ------------------------------------------- |
| -    | Atlético Patricia Pilar                     |
| -    | Atlético Durán                              |
| -    | Corinthians                                 |
| -    | Dreamers                                    |
| -    | ESPOL                                       |
| -    | Family Sport                                |
| -    | Freire Sport                                |
| -    | Grecia                                      |
| -    | Olímpico de Marsella del Valle              |
| -    | Pereira                                     |

|  |

### Información de los equipos
| Equipo                         | Ciudad | Provincia                      |
| ------------------------------ | --- | ------------------------------ |
| Alianza                        | Guayaquil | Guayas                         |
| Antonio Valencia               | El Carmen | Manabí                         |
| Atlético Fluminense            | [[Archivo:\|class=notpageimage noviewer\|20x20px\|border\|Bandera de Babahoyo]] Babahoyo                     | Los Ríos                       |
| Atlético Patricia Pilar        | Patricia Pilar                                                                                               | Los Ríos                       |
| Atlético Durán                 | Durán | Guayas                         |
| Corinthians                    | El Empalme                                                                                                   | Guayas                         |
| Cumandá                        | [[Archivo:\|class=notpageimage noviewer\|20x20px\|border\|Bandera de Puyo]] Puyo                             | Pastaza                        |
| Delfín                         | [[Archivo:\|class=notpageimage noviewer\|20x20px\|border\|Bandera de Manta]] Manta                           | Manabí                         |
| Deportivo Santo Domingo        | [[Archivo:\|class=notpageimage noviewer\|20x20px\|border\|Bandera de Santo Domingo (Ecuador)]] Santo Domingo | Santo Domingo de los Tsáchilas |
| Dreamers                       | [[Archivo:\|class=notpageimage noviewer\|20x20px\|border\|Bandera de Santa Elena (Ecuador)]] Santa Elena     | Santa Elena                    |
| Espe                           | Machachi | Pichincha                      |
| ESPOL                          | Guayaquil | Guayas                         |
| Family Sport                   | Valencia | Los Ríos                       |
| Freire Sport                   | Simón Bolívar                                                                                                | Guayas                         |
| Fuerza Amarilla                | Machala | El Oro                         |
| Grecia                         | Chone | Manabí                         |
| J Tsáchila                     | [[Archivo:\|class=notpageimage noviewer\|20x20px\|border\|Bandera de Santo Domingo (Ecuador)]] Santo Domingo | Santo Domingo de los Tsáchilas |
| Las Palmas                     | [[Archivo:\|class=notpageimage noviewer\|20x20px\|border\|Bandera de Santo Domingo (Ecuador)]] Santo Domingo | Santo Domingo de los Tsáchilas |
| Mushuc Runa                    | Ambato | Tungurahua                     |
| Ñusta                          | Cuenca | Azuay                          |
| Olímpico de Marsella del Valle | Baeza | Napo                           |
| Pereira                        | Daule | Guayas                         |
| Siete de Febrero               | Puebloviejo                                                                                                  | Los Ríos                       |
| Unión Española                 | Guayaquil | Guayas                         |

### Equipos por ubicación geográfica
| Provincia                      | N.º | Equipos                                                                                    |
| ------------------------------ | --- | ------------------------------------------------------------------------------------------ |
| Guayas                         | 7   | - Alianza - Atlético Durán - Corinthians - Freire Sport - ESPOL - Pereira - Unión Española |
| Los Ríos                       | 4   | - Atlético Fluminense - Atlético Patricia Pilar - Family Sport - Siete de Febrero          |
| Santo Domingo de los Tsáchilas | 3   | - Deportivo Santo Domingo - J Tsáchila - Las Palmas                                        |
| Manabí                         | 3   | - Antonio Valencia - Delfín - Grecia                                                       |
| Azuay                          | 1   | - Ñusta                                                                                    |
| El Oro                         | 1   | - Fuerza Amarilla                                                                          |
| Napo                           | 1   | - Olímpico de Marsella del Valle                                                           |
| Pastaza                        | 1   | - Cumandá                                                                                  |
| Pichincha                      | 1   | - Espe                                                                                     |
| Tungurahua                     | 1   | - Mushuc Runa                                                                              |
| Santa Elena                    | 1   | - Dreamers                                                                                 |

| Corinthians Alianza Unión Española ESPOL Pereira Freire Sport Atlético Durán Family Sport Siete de Febrero Atlético Patricia Pilar Antonio Valencia Delfín Deportivo Santo Domingo J Tsáchila Las Palmas Olímpico Marsella del Valle Cumandá Ñusta Mushuc Runa Espe Dreamers Fuerza Amarilla |

## Primera etapa

### Grupo A
| Pos. | Equipo         | Pts. | PJ | G | E | P | GF | GC | Dif. |  |
| ---- | -------------- | ---- | -- | - | - | - | -- | -- | ---- |  |
| 1    | Unión Española | 7    | 3  | 2 | 1 | 0 | 4  | 2  | +2   |  |
| 2    | Freire Sport   | 5    | 3  | 1 | 2 | 0 | 5  | 2  | +3   |  |
| 3    | Ñusta F. C.    | 4    | 3  | 1 | 1 | 1 | 5  | 2  | +3   |  |
| 4    | ESPOL          | 0    | 3  | 0 | 0 | 3 | 1  | 9  | −8   |  |

 Fuente: CONFA
|  | Clasificados a la Segunda etapa. |

#### Resultados
| Fecha 1        | Fecha 1   | Fecha 1   | Fecha 1                    | Fecha 1      | Fecha 1 | Fecha 1  |
| Local          | Resultado | Visitante | Estadio                    | Fecha        | Hora    | TV       |
| -------------- | --------- | --------- | -------------------------- | ------------ | ------- | -------- |
| Unión Española | 3 - 0     | ESPOL     | Municipal de Simón Bolívar | 13 de agosto | 14:00   | No Tiene |
| Freire Sport   | 1 - 1     | Ñusta     | Municipal de Simón Bolívar | 13 de agosto | 16:15   | No Tiene |

| Fecha 2        | Fecha 2   | Fecha 2      | Fecha 2                    | Fecha 2      | Fecha 2 | Fecha 2  |
| Local          | Resultado | Visitante    | Estadio                    | Fecha        | Hora    | TV       |
| -------------- | --------- | ------------ | -------------------------- | ------------ | ------- | -------- |
| Unión Española | 1 - 0     | Ñusta        | Municipal de Simón Bolívar | 14 de agosto | 13:00   | No Tiene |
| ESPOL          | 0 - 3     | Freire Sport | Municipal de Simón Bolívar | 14 de agosto | 15:15   | No Tiene |

| Fecha 3        | Fecha 3   | Fecha 3      | Fecha 3                    | Fecha 3      | Fecha 3 | Fecha 3  |
| Local          | Resultado | Visitante    | Estadio                    | Fecha        | Hora    | TV       |
| -------------- | --------- | ------------ | -------------------------- | ------------ | ------- | -------- |
| ESPOL          | 0 - 4     | Ñusta        | Municipal de Simón Bolívar | 15 de agosto | 10:00   | No Tiene |
| Unión Española | 1 - 1     | Freire Sport | Municipal de Simón Bolívar | 15 de agosto | 12:15   | No Tiene |

### Grupo B
| Pos. | Equipo         | Pts. | PJ | G | E | P | GF | GC | Dif. |  |
| ---- | -------------- | ---- | -- | - | - | - | -- | -- | ---- |  |
| 1    | Dreamers       | 9    | 3  | 3 | 0 | 0 | 8  | 4  | +4   |  |
| 2    | Alianza F. C.  | 6    | 3  | 2 | 0 | 1 | 3  | 3  | 0    |  |
| 3    | Pereira        | 3    | 3  | 1 | 0 | 2 | 3  | 4  | −1   |  |
| 4    | Atlético Durán | 0    | 3  | 0 | 0 | 3 | 3  | 6  | −3   |  |

 Fuente: CONFA
|  | Clasificados a la Segunda etapa. |

#### Resultados
| Fecha 1 | Fecha 1   | Fecha 1        | Fecha 1    | Fecha 1      | Fecha 1 | Fecha 1  |
| Local   | Resultado | Visitante      | Estadio    | Fecha        | Hora    | TV       |
| ------- | --------- | -------------- | ---------- | ------------ | ------- | -------- |
| Alianza | 0 - 2     | Dreamers       | Los Daulis | 13 de agosto | 13:30   | No Tiene |
| Pereira | 1 - 0     | Atlético Durán | Los Daulis | 13 de agosto | 16:00   | No Tiene |

| Fecha 2  | Fecha 2   | Fecha 2        | Fecha 2    | Fecha 2      | Fecha 2 | Fecha 2  |
| Local    | Resultado | Visitante      | Estadio    | Fecha        | Hora    | TV       |
| -------- | --------- | -------------- | ---------- | ------------ | ------- | -------- |
| Alianza  | 1 - 0     | Atlético Durán | Los Daulis | 14 de agosto | 11:30   | No Tiene |
| Dreamers | 2 - 1     | Pereira        | Los Daulis | 14 de agosto | 14:00   | No Tiene |

| Fecha 3  | Fecha 3   | Fecha 3        | Fecha 3    | Fecha 3      | Fecha 3 | Fecha 3  |
| Local    | Resultado | Visitante      | Estadio    | Fecha        | Hora    | TV       |
| -------- | --------- | -------------- | ---------- | ------------ | ------- | -------- |
| Dreamers | 4 - 3     | Atlético Durán | Los Daulis | 15 de agosto | 11:30   | No Tiene |
| Pereira  | 1 - 2     | Alianza        | Los Daulis | 15 de agosto | 14:00   | No Tiene |

### Grupo C
| Pos. | Equipo                  | Pts. | PJ | G | E | P | GF | GC | Dif. |  |
| ---- | ----------------------- | ---- | -- | - | - | - | -- | -- | ---- |  |
| 1    | Atlético Fluminense     | 9    | 3  | 3 | 0 | 0 | 17 | 0  | +17  |  |
| 2    | Atlético Patricia Pilar | 4    | 3  | 1 | 1 | 1 | 8  | 5  | +3   |  |
| 3    | Family Sport            | 4    | 3  | 1 | 1 | 1 | 7  | 8  | −1   |  |
| 4    | Fuerza Amarilla         | 0    | 3  | 0 | 0 | 3 | 2  | 21 | −19  |  |

 Fuente: CONFA
|  | Clasificados a la Segunda etapa. |

#### Resultados
| Fecha 1                 | Fecha 1   | Fecha 1         | Fecha 1  | Fecha 1      | Fecha 1 | Fecha 1 |
| Local                   | Resultado | Visitante       | Estadio  | Fecha        | Hora    | TV      |
| ----------------------- | --------- | --------------- | -------- | ------------ | ------- | ------- |
| Atlético Fluminense     | 4 - 0     | Family Sport    | Furucawa | 13 de agosto | 13:30   | Ojo TV  |
| Atlético Patricia Pilar | 5 - 1     | Fuerza Amarilla | Furucawa | 13 de agosto | 16:00   | Ojo TV  |

| Fecha 2             | Fecha 2   | Fecha 2                 | Fecha 2  | Fecha 2      | Fecha 2 | Fecha 2 |
| Local               | Resultado | Visitante               | Estadio  | Fecha        | Hora    | TV      |
| ------------------- | --------- | ----------------------- | -------- | ------------ | ------- | ------- |
| Atlético Fluminense | 12 - 0    | Fuerza Amarilla         | Furucawa | 14 de agosto | 11:30   | Ojo TV  |
| Family Sport        | 3 - 3     | Atlético Patricia Pilar | Furucawa | 14 de agosto | 14:00   | Ojo TV  |

| Fecha 3                 | Fecha 3   | Fecha 3             | Fecha 3  | Fecha 3      | Fecha 3 | Fecha 3 |
| Local                   | Resultado | Visitante           | Estadio  | Fecha        | Hora    | TV      |
| ----------------------- | --------- | ------------------- | -------- | ------------ | ------- | ------- |
| Family Sport            | 4 - 1     | Fuerza Amarilla     | Furucawa | 15 de agosto | 11:30   | Ojo TV  |
| Atlético Patricia Pilar | 0 - 1     | Atlético Fluminense | Furucawa | 15 de agosto | 14:00   | Ojo TV  |

### Grupo D
| Pos. | Equipo           | Pts. | PJ | G | E | P | GF | GC | Dif. |  |
| ---- | ---------------- | ---- | -- | - | - | - | -- | -- | ---- |  |
| 1    | Delfín S. C.     | 9    | 3  | 3 | 0 | 0 | 12 | 0  | +12  |  |
| 2    | Siete de Febrero | 6    | 3  | 2 | 0 | 1 | 5  | 5  | 0    |  |
| 3    | Corinthians      | 3    | 3  | 1 | 0 | 2 | 4  | 7  | −3   |  |
| 4    | Grecia           | 0    | 3  | 0 | 0 | 3 | 0  | 9  | −9   |  |

 Fuente: CONFA
|  | Clasificados a la Segunda etapa. |

#### Resultados
| Fecha 1          | Fecha 1   | Fecha 1   | Fecha 1               | Fecha 1      | Fecha 1 | Fecha 1   |
| Local            | Resultado | Visitante | Estadio               | Fecha        | Hora    | TV        |
| ---------------- | --------- | --------- | --------------------- | ------------ | ------- | --------- |
| Siete de Febrero | 0 - 4     | Delfín    | Isauro Cevallos Muñoz | 13 de agosto | 14:00   | Nenato TV |
| Corintians       | 3 - 0     | Grecia    | Isauro Cevallos Muñoz | 13 de agosto | 16:00   | No Tiene  |

| Fecha 2 | Fecha 2   | Fecha 2          | Fecha 2               | Fecha 2      | Fecha 2 | Fecha 2   |
| Local   | Resultado | Visitante        | Estadio               | Fecha        | Hora    | TV        |
| ------- | --------- | ---------------- | --------------------- | ------------ | ------- | --------- |
| Grecia  | 0 - 3     | Siete de Febrero | Isauro Cevallos Muñoz | 14 de agosto | 12:00   | No Tiene  |
| Delfín  | 5 - 0     | Corintians       | Isauro Cevallos Muñoz | 14 de agosto | 14:00   | Nenato TV |

| Fecha 3    | Fecha 3   | Fecha 3          | Fecha 3               | Fecha 3      | Fecha 3 | Fecha 3   |
| Local      | Resultado | Visitante        | Estadio               | Fecha        | Hora    | TV        |
| ---------- | --------- | ---------------- | --------------------- | ------------ | ------- | --------- |
| Grecia     | 0 - 3     | Delfín           | Isauro Cevallos Muñoz | 15 de agosto | 09:00   | No Tiene  |
| Corintians | 1 - 2     | Siete de Febrero | Isauro Cevallos Muñoz | 15 de agosto | 11:00   | Nenato TV |

### Grupo E
| Pos. | Equipo                         | Pts. | PJ | G | E | P | GF | GC | Dif. |  |
| ---- | ------------------------------ | ---- | -- | - | - | - | -- | -- | ---- |  |
| 1    | ESPE                           | 7    | 3  | 2 | 1 | 0 | 6  | 3  | +3   |  |
| 2    | Cumandá                        | 5    | 3  | 1 | 2 | 0 | 3  | 2  | +1   |  |
| 3    | Mushuc Runa                    | 4    | 3  | 1 | 1 | 1 | 3  | 2  | +1   |  |
| 4    | Olímpico de Marsella del Valle | 0    | 3  | 0 | 0 | 3 | 0  | 5  | −5   |  |

 Fuente: CONFA
|  | Clasificados a la Segunda etapa. |

#### Resultados
| Fecha 1     | Fecha 1   | Fecha 1                     | Fecha 1           | Fecha 1      | Fecha 1 | Fecha 1        |
| Local       | Resultado | Visitante                   | Estadio           | Fecha        | Hora    | TV             |
| ----------- | --------- | --------------------------- | ----------------- | ------------ | ------- | -------------- |
| Mushuc Runa | 3 - 0     | Olímpico Marsella del Valle | Municipal de Mera | 13 de agosto | 14:00   | Mia Sonovisión |
| Cumandá     | 2 - 2     | Espe                        | Municipal de Mera | 13 de agosto | 16:00   | Mia Sonovisión |

| Fecha 2                     | Fecha 2   | Fecha 2   | Fecha 2           | Fecha 2      | Fecha 2 | Fecha 2        |
| Local                       | Resultado | Visitante | Estadio           | Fecha        | Hora    | TV             |
| --------------------------- | --------- | --------- | ----------------- | ------------ | ------- | -------------- |
| Mushuc Runa                 | 1 - 3     | Espe      | Municipal de Mera | 14 de agosto | 10:00   | Supercanalmayo |
| Olímpico Marsella del Valle | 0 - 1     | Cumandá   | Municipal de Mera | 14 de agosto | 12:00   | Mia Sonovisión |

| Fecha 3                     | Fecha 3   | Fecha 3     | Fecha 3           | Fecha 3      | Fecha 3 | Fecha 3        |
| Local                       | Resultado | Visitante   | Estadio           | Fecha        | Hora    | TV             |
| --------------------------- | --------- | ----------- | ----------------- | ------------ | ------- | -------------- |
| Olímpico Marsella del Valle | 1 - 2     | Espe        | Municipal de Mera | 15 de agosto | 10:00   | No Tiene       |
| Cumandá                     | 0 - 0     | Mushuc Runa | Municipal de Mera | 15 de agosto | 12:00   | Supercanalmayo |

### Grupo F
| Pos. | Equipo                  | Pts. | PJ | G | E | P | GF | GC | Dif. |  |
| ---- | ----------------------- | ---- | -- | - | - | - | -- | -- | ---- |  |
| 1    | Deportivo Santo Domingo | 7    | 3  | 2 | 1 | 0 | 3  | 1  | +2   |  |
| 2    | J Tsáchila              | 4    | 3  | 1 | 1 | 1 | 4  | 3  | +1   |  |
| 3    | Antonio Valencia        | 3    | 3  | 0 | 3 | 0 | 4  | 4  | 0    |  |
| 4    | Las Palmas              | 1    | 3  | 0 | 1 | 2 | 3  | 6  | −3   |  |

 Fuente: CONFA
|  | Clasificados a la Segunda etapa. |

#### Resultados
| Fecha 1                 | Fecha 1   | Fecha 1          | Fecha 1               | Fecha 1      | Fecha 1 | Fecha 1  |
| Local                   | Resultado | Visitante        | Estadio               | Fecha        | Hora    | TV       |
| ----------------------- | --------- | ---------------- | --------------------- | ------------ | ------- | -------- |
| Las Palmas              | 2 - 2     | Antonio Valencia | Escuela de Fútbol IK9 | 13 de agosto | 14:00   | No Tiene |
| Deportivo Santo Domingo | 1 - 0     | J Tsáchila       | Escuela de Fútbol IK9 | 13 de agosto | 16:15   | No Tiene |

| Fecha 2                 | Fecha 2   | Fecha 2          | Fecha 2               | Fecha 2      | Fecha 2 | Fecha 2  |
| Local                   | Resultado | Visitante        | Estadio               | Fecha        | Hora    | TV       |
| ----------------------- | --------- | ---------------- | --------------------- | ------------ | ------- | -------- |
| J Tsáchila              | 1 - 1     | Antonio Valencia | Escuela de Fútbol IK9 | 14 de agosto | 09:00   | No Tiene |
| Deportivo Santo Domingo | 0 - 1     | Las Palmas       | Escuela de Fútbol IK9 | 14 de agosto | 11:30   | No Tiene |

| Fecha 3                 | Fecha 3   | Fecha 3          | Fecha 3               | Fecha 3      | Fecha 3 | Fecha 3  |
| Local                   | Resultado | Visitante        | Estadio               | Fecha        | Hora    | TV       |
| ----------------------- | --------- | ---------------- | --------------------- | ------------ | ------- | -------- |
| J Tsáchila              | 3 - 1     | Las Palmas       | Escuela de Fútbol IK9 | 15 de agosto | 09:00   | No Tiene |
| Deportivo Santo Domingo | 1 - 1     | Antonio Valencia | Escuela de Fútbol IK9 | 15 de agosto | 11:30   | No Tiene |

### Mejores terceros
| Pos. | Grp. | Equipo           | Pts. | PJ | G | E | P | GF | GC | Dif. |  |
| ---- | ---- | ---------------- | ---- | -- | - | - | - | -- | -- | ---- |  |
| 1    | A    | Ñusta F. C.      | 4    | 3  | 1 | 1 | 1 | 5  | 2  | +3   |  |
| 2    | E    | Mushuc Runa      | 4    | 3  | 1 | 1 | 1 | 3  | 2  | +1   |  |
| 3    | C    | Family Sport     | 4    | 3  | 1 | 1 | 1 | 7  | 8  | −1   |  |
| 4    | F    | Antonio Valencia | 3    | 3  | 0 | 3 | 0 | 4  | 4  | 0    |  |
| 5    | B    | Pereira          | 3    | 3  | 1 | 0 | 2 | 3  | 4  | −1   |  |
| 6    | D    | Corinthians      | 3    | 3  | 1 | 0 | 2 | 4  | 7  | −3   |  |

 Fuente: CONFA
Criterios de clasificación: 1) Puntos; 2) Diferencia de gol; 3) Goles anotados; 4) Puntos disciplinarios; 5) Sorteo.
|  | Clasificados a la Segunda etapa. |

## Segunda etapa
|  | Octavos de final                | Octavos de final                | Octavos de final                |   |                         | Cuartos de final       | Cuartos de final       | Cuartos de final       |  |                     | Semifinales                      | Semifinales                      | Semifinales                      |  |                     | Final              | Final              | Final              |  |
|  | 28 de agosto al 5 de septiembre | 28 de agosto al 5 de septiembre | 28 de agosto al 5 de septiembre |   |                         | 11 al 19 de septiembre | 11 al 19 de septiembre | 11 al 19 de septiembre |  |                     | 26 de septiembre al 2 de octubre | 26 de septiembre al 2 de octubre | 26 de septiembre al 2 de octubre |  |                     | 10 y 17 de octubre | 10 y 17 de octubre | 10 y 17 de octubre |  |
|  |                                 |                                 |                                 |   |                         |                        |                        |                        |  |                     |                                  |                                  |                                  |  |                     |                    |                    |                    |  |
|  |                                 |                                 |                                 |   |                         |                        |                        |                        |  |                     |                                  |                                  |                                  |  |                     |                    |                    |                    |  |
|  | Atlético Fluminense             | 3                               | 5                               |   |                         |                        |                        |                        |  |                     |                                  |                                  |                                  |  |                     |                    |                    |                    |  |
|  | Atlético Fluminense             | 3                               | 5                               |   |                         |                        |                        |                        |  |                     |                                  |                                  |                                  |  |                     |                    |                    |                    |  |
|  | Antonio Valencia                | 0                               | 2                               |   |                         |                        |                        |                        |  |                     |                                  |                                  |                                  |  |                     |                    |                    |                    |  |
|  | Antonio Valencia                | 0                               | 2                               |   | Atlético Fluminense     | 1                      | 2                      |                        |  |                     |                                  |                                  |                                  |  |                     |                    |                    |                    |  |
|  |                                 |                                 |                                 |   | Atlético Fluminense     | 1                      | 2                      |                        |  |                     |                                  |                                  |                                  |  |                     |                    |                    |                    |  |
|  |                                 |                                 | ESPE                            | 0 | 1                       |                        |                        |                        |  |                     |                                  |                                  |                                  |  |                     |                    |                    |                    |  |
|  | ESPE                            | 0                               | ESPE                            | 0 | 1                       | 1                      |                        |                        |  |                     |                                  |                                  |                                  |  |                     |                    |                    |                    |  |
|  | ESPE                            | 0                               |                                 |   |                         |                        |                        |                        |  |                     |                                  |                                  |                                  |  |                     |                    |                    |                    |  |
|  | Ñusta F. C.                     | 0                               | 0                               |   |                         |                        |                        |                        |  |                     |                                  |                                  |                                  |  |                     |                    |                    |                    |  |
|  | Ñusta F. C.                     | 0                               | 0                               |   |                         |                        |                        |                        |  | Atlético Fluminense | 0                                | 3                                |                                  |  |                     |                    |                    |                    |  |
|  |                                 |                                 |                                 |   |                         |                        |                        |                        |  | Atlético Fluminense | 0                                | 3                                |                                  |  |                     |                    |                    |                    |  |
|  |                                 |                                 | Alianza F. C.                   | 2 | 0                       |                        |                        |                        |  |                     |                                  |                                  |                                  |  |                     |                    |                    |                    |  |
|  | Unión Española                  | 1                               | Alianza F. C.                   | 2 | 0                       | 0                      |                        |                        |  |                     |                                  |                                  |                                  |  |                     |                    |                    |                    |  |
|  | Unión Española                  | 1                               |                                 |   |                         |                        |                        |                        |  |                     |                                  |                                  |                                  |  |                     |                    |                    |                    |  |
|  | J Tsáchila                      | 1                               | 3                               |   |                         |                        |                        |                        |  |                     |                                  |                                  |                                  |  |                     |                    |                    |                    |  |
|  | J Tsáchila                      | 1                               | 3                               |   | J Tsáchila              | 2                      | 1                      |                        |  |                     |                                  |                                  |                                  |  |                     |                    |                    |                    |  |
|  |                                 |                                 |                                 |   | J Tsáchila              | 2                      | 1                      |                        |  |                     |                                  |                                  |                                  |  |                     |                    |                    |                    |  |
|  |                                 |                                 | Alianza F. C.                   | 3 | 3                       |                        |                        |                        |  |                     |                                  |                                  |                                  |  |                     |                    |                    |                    |  |
|  | Alianza F. C.                   | 0                               | Alianza F. C.                   | 3 | 3                       | 2                      |                        |                        |  |                     |                                  |                                  |                                  |  |                     |                    |                    |                    |  |
|  | Alianza F. C.                   | 0                               |                                 |   |                         |                        |                        |                        |  |                     |                                  |                                  |                                  |  |                     |                    |                    |                    |  |
|  | Freire Sport                    | 0                               | 1                               |   |                         |                        |                        |                        |  |                     |                                  |                                  |                                  |  |                     |                    |                    |                    |  |
|  | Freire Sport                    | 0                               | 1                               |   |                         |                        |                        |                        |  |                     |                                  |                                  |                                  |  | Atlético Fluminense | 2                  | 0                  |                    |  |
|  |                                 |                                 |                                 |   |                         |                        |                        |                        |  |                     |                                  |                                  |                                  |  | Atlético Fluminense | 2                  | 0                  |                    |  |
|  |                                 |                                 | Delfín S. C.                    | 1 | 3                       |                        |                        |                        |  |                     |                                  |                                  |                                  |  |                     |                    |                    |                    |  |
|  | Delfín S. C.                    | 5                               | Delfín S. C.                    | 1 | 3                       | 6                      |                        |                        |  |                     |                                  |                                  |                                  |  |                     |                    |                    |                    |  |
|  | Delfín S. C.                    | 5                               |                                 |   |                         |                        |                        |                        |  |                     |                                  |                                  |                                  |  |                     |                    |                    |                    |  |
|  | Family Sport                    | 0                               | 0                               |   |                         |                        |                        |                        |  |                     |                                  |                                  |                                  |  |                     |                    |                    |                    |  |
|  | Family Sport                    | 0                               | 0                               |   | Delfín S. C.            | 1                      | 2                      |                        |  |                     |                                  |                                  |                                  |  |                     |                    |                    |                    |  |
|  |                                 |                                 |                                 |   | Delfín S. C.            | 1                      | 2                      |                        |  |                     |                                  |                                  |                                  |  |                     |                    |                    |                    |  |
|  |                                 |                                 | Mushuc Runa                     | 1 | 1                       |                        |                        |                        |  |                     |                                  |                                  |                                  |  |                     |                    |                    |                    |  |
|  | Dreamers                        | 1                               | Mushuc Runa                     | 1 | 1                       | 0                      |                        |                        |  |                     |                                  |                                  |                                  |  |                     |                    |                    |                    |  |
|  | Dreamers                        | 1                               |                                 |   |                         |                        |                        |                        |  |                     |                                  |                                  |                                  |  |                     |                    |                    |                    |  |
|  | Mushuc Runa                     | 6                               | 1                               |   |                         |                        |                        |                        |  |                     |                                  |                                  |                                  |  |                     |                    |                    |                    |  |
|  | Mushuc Runa                     | 6                               | 1                               |   |                         |                        |                        |                        |  | Delfín S. C.        | 2                                | 6                                |                                  |  |                     |                    |                    |                    |  |
|  |                                 |                                 |                                 |   |                         |                        |                        |                        |  | Delfín S. C.        | 2                                | 6                                |                                  |  |                     |                    |                    |                    |  |
|  |                                 |                                 | Deportivo Santo Domingo         | 0 | 0                       |                        |                        |                        |  |                     |                                  |                                  |                                  |  |                     |                    |                    |                    |  |
|  | Deportivo Santo Domingo         | 1                               | Deportivo Santo Domingo         | 0 | 0                       | 1                      |                        |                        |  |                     |                                  |                                  |                                  |  |                     |                    |                    |                    |  |
|  | Deportivo Santo Domingo         | 1                               |                                 |   |                         |                        |                        |                        |  |                     |                                  |                                  |                                  |  |                     |                    |                    |                    |  |
|  | Patricia Pilar                  | 1                               | 0                               |   |                         |                        |                        |                        |  |                     |                                  |                                  |                                  |  |                     |                    |                    |                    |  |
|  | Patricia Pilar                  | 1                               | 0                               |   | Deportivo Santo Domingo | 0                      | 4                      |                        |  |                     |                                  |                                  |                                  |  |                     |                    |                    |                    |  |
|  |                                 |                                 |                                 |   | Deportivo Santo Domingo | 0                      | 4                      |                        |  |                     |                                  |                                  |                                  |  |                     |                    |                    |                    |  |
|  |                                 |                                 | Cumandá                         | 0 | 3                       |                        |                        |                        |  |                     |                                  |                                  |                                  |  |                     |                    |                    |                    |  |
|  | Siete de Febrero                | 1                               | Cumandá                         | 0 | 3                       | 1                      |                        |                        |  |                     |                                  |                                  |                                  |  |                     |                    |                    |                    |  |
|  | Siete de Febrero                | 1                               |                                 |   |                         |                        |                        |                        |  |                     |                                  |                                  |                                  |  |                     |                    |                    |                    |  |
|  | Cumandá                         | 4                               | 0                               |   |                         |                        |                        |                        |  |                     |                                  |                                  |                                  |  |                     |                    |                    |                    |  |
|  | Cumandá                         | 4                               | 0                               |   |                         |                        |                        |                        |  |                     |                                  |                                  |                                  |  |                     |                    |                    |                    |  |
|  |                                 |                                 |                                 |   |                         |                        |                        |                        |  |                     |                                  |                                  |                                  |  |                     |                    |                    |                    |  |

### Campeón
|                                  |
| Delfín Sporting Club 1.er título |

## Clasificados
Los 6 mejores clubes de este torneo clasificaron al Ascenso Nacional Femenino 2021 para determinar a los dos ascendidos a la Súperliga Femenina 2022. 
| Vía.                | Clasificados al Ascenso Nacional Femenino 2021 |
| ------------------- | ---------------------------------------------- |
| Campeón             | Delfín                                         |
| Subcampeón          | Atlético Fluminense                            |
| 1.° Semifinalista   | Alianza                                        |
| 2.° Semifinalista   | Deportivo Santo Domingo                        |
| 1.° Cuartofinalista | Cumandá                                        |
| 2.° Cuartofinalista | Mushuc Runa                                    |